# Mudkhed
 (mars 2024).
Mudkhed, est une ville et un conseil municipal du district de Nanded dans l'État indien du Maharashtra. Lors du recensement de l'Inde de 2011, sa population s'élève à 23 517 habitants.